# 指脚䲗
指脚䲗（学名：Dactylopus dactylopus），又名指鰭䲗，为䲗科指脚䲗属的鱼类，俗名腹指鼠衔鱼、指鳍鼠衔鱼。分布于澳大利亚的西部和北部、向北经印度尼西亚的罗地岛、锡兰岛及西里伯岛、往西到新加坡、向北经菲律宾到中国的北部湾、台湾的東北角海域，包括南海等海域，常生活于西太平洋热带沿岸以及生活于水深10-55米处。